# Moon Knight (Fernsehserie)
Moon Knight ist eine US-amerikanische Science-Fiction-Actionserie innerhalb von Phase Vier des Marvel Cinematic Universe (MCU). Die Erstveröffentlichung der ersten Staffel erfolgte zwischen dem 30. März und 4. Mai 2022 auf Disney+.

## Produktion

### Entstehungsgeschichte
Auf der D23 Expo im August 2019 kündigten die Marvel Studios eine Serie über die Figur Marc Spector alias Moon Knight für den Streamingdienst Disney+ an, die Teil von Phase Vier des Marvel Cinematic Universe sein wird. Von der Tonalität her soll sich Moon Knight wie eine action- und abenteuerreiche Indiana-Jones-Geschichte anfühlen. Anfang November 2019 wurde Jeremy Slater, einer der Drehbuchautoren von Fantastic Four (2015) und Death Note (2017) sowie der Entwickler von The Umbrella Academy (seit 2019), als Showrunner und Drehbuchautor der Serie verpflichtet. Zudem bestätigte Beau DeMayo, dass er zum Autorenteam gehöre. Als Regisseure der sechs Folgen sollen der Ägypter Mohamed Diab sowie das horrorerfahrene Regie-Duo bestehend aus Justin Benson und Aaron Moorhead tätig sein. Wie im Oktober 2020 berichtet wurde, befand sich Oscar Isaac für die titelgebende Hauptrolle in Verhandlungen. Sein Mitwirken wurde endgültig im Januar 2021 bestätigt. Im selben Monat schlossen sich Ethan Hawke als Bösewicht und May Calamawy der Besetzung an.
Die Dreharbeiten sollten ursprünglich Mitte 2020 beginnen. Der Drehbeginn wurde aber aufgrund der Corona-Pandemie auf den 16. November und später auf März 2021 verschoben, wo die Dreharbeiten in Budapest unter dem Arbeitstitel Good Faith starten sollten. Als Kameramann soll Gregory Middleton fungieren, während Stefania Cella als Szenenbildnerin tätig sein wird. Die Aufnahmen begannen schließlich im April 2021 im Museum of Fine Arts von Budapest. Anfang Mai wurde in Szentendre in Ungarn gedreht. Insgesamt soll die Produktion 26 Wochen andauern.
Am 18. Januar 2022 erschien ein Trailer, der als Startdatum den 30. März 2022 ankündigte. Nach seinem Seriendebüt soll Moon Knight auch in zukünftigen MCU-Filmen einen Auftritt haben.

### Musik
Für die Vertonung der Serie wurde der ägyptische Komponist Hesham Nazih ausgewählt. Moon Knight stellte sein erstes großes englischsprachiges Projekt dar. Um seine Kompositionen zum Leben zu erwecken, nutzte er ein 62-köpfiges Orchester sowie einen 36-köpfigen Chor. Die Aufnahmen fanden in der Synchron Stage Vienna statt, wo alle aktuellen Serien der Marvel Studios eingespielt wurden. Zusätzlich wurden ägyptische Volksinstrumente wie Arghul, Mizmar und Rabāb in Kairo aufgenommen. Nazih war der Meinung, dass die Volksinstrumente in der Partitur eine „herausragende Präsenz und Klangfülle“ hatten, dabei aber nicht gegen die Textur des klassischen Orchesters arbeiteten.

## Besetzung und Synchronisation
Die deutschsprachige Synchronisation entstand nach einem Dialogbuch von Nathan Bechhofer und unter der Dialogregie von Björn Schalla sowie Tarek Helmy bei Interopa Film.
| Rolle                                                             | Schauspieler                    | Hauptrolle (Folgen)  | Nebenrolle (Folgen) | Synchronsprecher         |
| ----------------------------------------------------------------- | ------------------------------- | -------------------- | ------------------- | ------------------------ |
| Steven Grant / Mr. Knight Marc Spector / Moon Knight Jake Lockley | Oscar Isaac                     | 1.01–1.06            |                     | Alexander Doering        |
| Steven Grant / Mr. Knight Marc Spector / Moon Knight Jake Lockley | Carlos Sanchez (Kind)           |                      | 1.05                | Tony Wegewitz            |
| Steven Grant / Mr. Knight Marc Spector / Moon Knight Jake Lockley | David Jake Rodriguez (Teenager) | Jonas Schmidt-Foß    | 1.05                |                          |
| Arthur Harrow                                                     | Ethan Hawke                     | 1.01–1.06            |                     | Frank Schaff             |
| Layla El-Faouly / Scarlet Scarab                                  | May Calamawy                    | 1.01–1.04, 1.06      |                     | Özge Kayalar             |
| Khonshu                                                           | F. Murray Abraham (Stimme)      | 1.01–1.03, 1.05–1.06 |                     | Lutz Riedel              |
| Khonshu                                                           | Karim El Hakim (Darsteller)     | 1.01–1.03, 1.05–1.06 |                     | Lutz Riedel              |
| Bobbi / Kennedy                                                   | Ann Akinjirin                   | 1.02–1.06            |                     | Birte Baumgardt          |
| Billy / Fitzgerald                                                | David Ganly                     | 1.02–1.06            |                     | Marko Bräutigam          |
| Selim                                                             | Khalid Abdalla                  | 1.03–1.04, 1.06      |                     | Wolfgang Wagner          |
| Anton Mogart                                                      | Gaspard Ulliel                  | 1.03                 |                     | Julien Haggège           |
| Taweret                                                           | Antonia Salib                   | 1.04–1.06            |                     | Tua El-Fawwal            |
| Wendy Spector                                                     | Fernanda Andrade                | 1.05                 |                     | Dina Kürten              |
| Elias Spector                                                     | Rey Lucas                       | 1.05                 |                     | Matthias Deutelmoser     |
| Ammit                                                             | Saba Mubarak (Stimme)           | 1.06                 |                     | Claudia Urbschat-Mingues |
| Ammit                                                             | Sofia Danu (Darstellerin)       | 1.06                 |                     | Claudia Urbschat-Mingues |
| Crawley                                                           | Shaun Scott                     |                      | 1.01–1.02, 1.04     | Werner Braunschädel      |
| J.B.                                                              | Alexander Cobb                  |                      | 1.01–1.02           | Tino Mewes               |
| Donna                                                             | Lucy Thackeray                  |                      | 1.01, 1.04          | Katja Schmitz            |
| Dylan                                                             | Saffron Hocking                 |                      | 1.01                |                          |
| Dornfeld                                                          | Darwin Shaw                     |                      | 1.02                |                          |
| Jamila                                                            | Miriam Nyarko                   |                      | 1.02                |                          |
| Bek                                                               | Loic Mabanza                    |                      | 1.03–1.04           | Thomas Wenke             |
| Fälscherin                                                        | Barbara Rosenblat               |                      | 1.03–1.04           | Sonja Deutsch            |
| Yatzil                                                            | Díana Bermudez                  |                      | 1.03, 1.06          | Meryem Moutaoukkil       |
| Dr. Grant                                                         | Joseph Millson                  |                      | 1.04                |                          |
| Rosser                                                            | Bill Bekele                     |                      | 1.04                |                          |
| Abdallah El-Faouly                                                | Usama Soliman                   |                      | 1.05–1.06           |                          |
| Randall Spector                                                   | Claudio Fabian Contreras        |                      | 1.05                | Mika Hinz                |

## Episodenliste
| Nr. (ges.) | Nr. (St.) | Deutscher Titel       | Originaltitel        | Erstveröffentlichung | Deutschsprachige Erstveröffentlichung (D/A/CH) | Regie                          | Drehbuch                                                                         |
| --- | --------- | --------------------- | -------------------- | -------------------- | ---------------------------------------------- | ------------------------------ | -------------------------------------------------------------------------------- |
| 1 | 1         | Das Goldfisch-Problem | The Goldfish-Problem | 30. März 2022        | 30. März 2022                                  | Mohamed Diab                   | Jeremy Slater                                                                    |
| Steven Grant leidet an Schlafstörungen, kann Träume nicht von der Realität unterscheiden und wacht immer wieder an ihm unbekannten Orten auf. Tagsüber jobbt er im Ägyptischen Museum in London, wo er trotz seines weitreichenden Fachwissens nur einfache Tätigkeiten übernimmt und während seiner Arbeit immer wieder von seiner Vorgesetzten Donna drangsaliert wird. Als sich Steven zu einem Date mit seiner Kollegin Dylan verabredet, wacht er plötzlich in den Bayerischen Alpen auf, wo er von Unbekannten verfolgt wird und in einem kleinen Dorf schließlich auf den Sektenführer Arthur Harrow trifft. Dieser nutzt Kräfte der ägyptischen Göttin Ammit, um seine Gefolgsleute basierend auf deren vergangenen sowie zukünftigen Taten in gute und schlechte Menschen einzuteilen und bei Bedarf umzubringen. Arthur erkennt Steven wieder und fordert von ihm einen gestohlenen Skarabäus zurück. Aus Angst möchte Steven diesem Wunsch nachkommen, wird aber von einer mysteriösen Stimme, die auch seinen Körper kontrollieren kann, daran gehindert. Fortan kommt es zum Kampf mit den Anhängern von Harrow, bei dem Steven immer wieder ohnmächtig wird und beim Aufwachen wie auf wundersame Weise alle Angreifer besiegt hat. Als Steven plötzlich in seiner Londoner Wohnung zu sich kommt, hält er das Geschehene für einen Traum, war das Apartment doch die ganze Zeit verriegelt und er vorsichtshalber an sein Bett gefesselt. Trotzdem findet er in seiner Wohnung hinter einer Wand ein Handy mit zahlreichen Anrufen einer ihm unbekannten Layla, die ihn bei einem Telefonat mit „Marc“ anspricht. Außerdem hat Steven fortan immer wieder Visionen des ägyptischen Mond-Gottes Khonshu, die ihn zunehmend verängstigen. Am nächsten Tag wird Steven auf seiner Arbeit von Arthur Harrow aufgesucht, wodurch er die Realität der Ereignisse in Deutschland erkennt. Harrow möchte auch über Steven richten und stellt fest, dass dieser Chaos in sich trägt. Als Steven nur wenig später von einer ägyptischen Kreatur angegriffen wird, spricht ihn Marc Spector in Form seines eigenen Spiegelbilds an und überzeugt ihn, die Kontrolle über seinen Körper abzugeben. Steven verwandelt sich daraufhin in den Krieger Moon Knight, der die Kreatur besiegt. |           |                       |                      |                      |                                                |                                |                                                                                  |
| 2 | 2         | Beschwöre den Anzug   | Summon the Suit      | 6. Apr. 2022         | 6. Apr. 2022                                   | Justin Benson & Aaron Moorhead | Michael Kastelein                                                                |
| Nach den Geschehnissen des letzten Abends sind Teile des Museums verwüstet. Der auf den Überwachungsvideos zu sehende Marc Spector wird fälschlicherweise für Steven gehalten, weshalb dieser vom Museumsleiter Dornfeld entlassen wird. Im Anschluss macht sich Steven auf die Suche nach einem Lagerraum, für den er einen Schlüssel in einem Versteck in seiner Wohnung gefunden hat. Ein Wachmann erkennt ihn wieder und gewährt ihm Eintritt, woraufhin er einen Raum mit Militärausrüstung, falschen Pässen und Bargeld vorfindet. Gleichzeitig erscheint auch Marc Spector als Spiegelbild wieder und fordert Steven erneut auf, endgültig die Kontrolle über seinen Körper abzugeben, bis die gesamte Situation unter Kontrolle gebracht werden konnte. Marc führt aus, dass er als Avatar des Mond-Gottes Khonshu die Wehrlosen der Gesellschaft beschützt, doch Steven möchte nicht in weitere Kriminalität verwickelt werden und flieht. Nur wenig später wird er von Layla El-Faouly abgefangen, die sich als Ehefrau von Marc ausgibt und Steven nur für eine gespielte Fassade hält. In einem Gespräch mit ihr wird Steven klar, dass Layla und Marc zusammen den Skarabäus gestohlen haben, der sich als Kompass zur Grabstätte von Ammit entpuppt. Ehe Steven Layla allerdings verdeutlichen kann, dass er nicht der ist, für den sie ihn hält, wird er von Anhängern von Harrow unter einem Vorwand unwissentlich entführt. Der Sektenführer zeigt Steven daraufhin ein durch ihn geschaffenes Wohnviertel in London, das durch fehlende Kriminalität zu einer anscheinend integren Gesellschaft wurde. Harrow offenbart zudem, dass er selbst einmal der Avatar von Khonshu war und in dessen Namen als Moon Knight für Gerechtigkeit kämpfte, sich vom Mond-Gott später allerdings abwendete, da er dessen Tatenlosigkeit bei Verbrechen nicht ertragen konnte. Um nun den Weg der Gerechtigkeit von Ammit über die Menschheit zu bringen, möchte Harrow die Jenseits-Göttin mithilfe des Skarabäus aus ihrem Grab befreien, doch Steve verurteilt die Absichten des Sektenführers und tritt die Flucht an. Harrow beschwört daraufhin einen ägyptischen Schakal und hetzt ihn auf Steven, welcher unerwartete Hilfe von Layla bekommt. Diese ermutigt ihn, den Moon-Knight-Anzug zu beschwören, doch Steven wird selbst zum Avatar von Khonshu und tritt als „Mr. Knight“ gegen den Schakal an. Im Kampf unterlegen, wird Steven schließlich von Marc überzeugt, die Kontrolle über seinen Körper abzugeben. Marc kann die Kreatur als Moon Knight bezwingen, wird von Khonshu allerdings zur Rechenschaft gezogen, da Steven zuvor den Skarabäus verloren und Harrow ebendiesen gefunden hat. Der Mond-Gott droht dem Söldner, bei weiteren Verfehlungen Layla als neuen Avatar zu wählen, weshalb Marc zur Vollendung seines Auftrags nach Ägypten reist. |           |                       |                      |                      |                                                |                                |                                                                                  |
| 3 | 3         | Von der netten Sorte  | The Friendly Type    | 13. Apr. 2022        | 13. Apr. 2022                                  | Mohamed Diab                   | Beau DeMayo, Peter Cameron & Sabir Pirzada                                       |
| Harrow und seine Gefolgsleute entdecken in der Wüste den Ort von Ammits Grab. In Kairo erleiden Spector und Grant einen Blackout, während sie die Spur zu Harrows Aufenthaltsort verfolgen. Nachdem es Khonshu nicht gelungen ist, Informationen zu erhalten, beruft er ein Konzil zwischen seinen ägyptischen Götter-Kollegen und ihren Avataren ein, um sie vor Harrows Plänen zu warnen, aber Harrow weist die Anschuldigungen erfolgreich zurück. Hathors Avatar Yatzil beauftragt Spector, den Sarkophag eines Medjay zu finden, der den Standort von Ammits Grab kennt. Layla findet Spector und bringt ihn zu einem Treffen mit Anton Mogart, einem Bekannten von Layla, dem der Sarkophag gehört. Harrow trifft ein und zerstört den Sarkophag, was Spector, Grant und Layla dazu zwingt, Mogarts Männer abzuwehren und in die Wüste zu fliehen. Grant setzt einige der Sarkophagfragmente zu einer Sternenkarte zusammen, die jedoch zweitausend Jahre veraltet ist. Khonshu nutzt seine Kräfte, um den Nachthimmel kurzzeitig auf die richtige Nacht zurückzustellen, so dass Grant und Layla den Ort von Ammits Grab finden können. Die anderen Götter sperren Khonshu dafür in ein Uschebti ein und lassen Grant und Spectors Körper ohne Khonshus Kräfte zurück. |           |                       |                      |                      |                                                |                                |                                                                                  |
| 4 | 4         | Das Grab              | The Tomb             | 20. Apr. 2022        | 20. Apr. 2022                                  | Justin Benson & Aaron Moorhead | Alex Meenehan, Peter Cameron & Sabir Pirzada                                     |
| Grant und Layla finden einen verlassenen Lagerplatz an der Stelle von Ammits Grab, das ein Labyrinth in Form des Auges des Horus ist. Sie entdecken, dass einige von Harrows Männern von untoten ägyptischen Priestern getötet wurden, die daraufhin Grant und Layla angreifen. Layla besiegt die Priester, trifft aber auf Harrow, der behauptet, dass Spector einer der Söldner war, die ihren Vater, den Archäologen Abdallah El-Faouly, ermordet haben. Grant findet das Grab und entdeckt, dass Ammits letzter Avatar Alexander der Große war; worauf er Ammits Uschebti aus Alexanders Körper holt. Layla stellt Spector wütend zur Rede, der enthüllt, dass sein Partner Laylas Vater und Spector selbst getötet hat, bevor Khonshu Spector als seinen Avatar wiederbelebte. Harrow trifft ein und erschießt Spector, der in einer psychiatrischen Klinik aufwacht, die von Menschen aus seinem Leben bevölkert ist. Nachdem er Harrow entkommen ist, der in der Klinik als Therapeut auftritt, findet Spector Grant in einem anderen Körper in einem Sarkophag gefangen. Sie sehen auch einen zweiten Sarkophag, in dem noch jemand gefangen ist, bevor sie von einer weiblichen, nilpferdköpfigen Gestalt begrüßt werden. |           |                       |                      |                      |                                                |                                |                                                                                  |
| 5 | 5         | Psychiatrie           | Asylum               | 27. Apr. 2022        | 27. Apr. 2022                                  | Mohamed Diab                   | Rebecca Kirsch & Matthew Orton                                                   |
| Die nilpferdköpfige Gestalt stellt sich vor als die ägyptische Göttin Taweret und erklärt Spector und Grant, dass sie tot sind. Sie zeigt ihnen auch, dass die psychiatrische Klinik in Wirklichkeit ein Schiff ist, welches durch die Duat fährt. Sie entnimmt Spector und Grant ihre Herzen und legt sie auf die Waage der Gerechtigkeit, um zu prüfen, ob sie nach Sechet-iaru übertreten dürfen. Aufgrund verborgener Erinnerungen sind die Herzen im Ungleichgewicht, sodass Taweret vorschlägt, dass sich Spector und Grant aussprechen. So sieht Grant in einer Erinnerung von Spector, wie dessen kleiner Bruder Randall in einer Höhle ertrinkt und Spectors Mutter ihm die Schuld dafür gibt. Spector zeigt ihm auch die Erinnerung daran, wie er Konshus Avatar wurde, während er auf einer schiefgelaufenen Söldner-Mission zusammen mit seinem Partner Bushman u. a. Laylas Vater tötete. Als Taweret am Horizont zahllose Seelen unkontrolliert in die Duat stürzen sieht, erzählen Grant und Spector ihr von Harrow und Ammit und überzeugen sie, die beiden zurück in die Welt der Lebenden zu schicken; daraufhin dreht Taweret das Schiff um und steuert es zurück in Richtung des Tors von Osiris. Grant sieht jedoch eine weitere Erinnerung, in der Spectors Mutter diesen für den Tod seines Bruders anfängt mit einem Gürtel zu schlagen, worauf Spector letztlich zugibt, dass Grant als Persönlichkeit das Ergebnis dieses Traumas ist, um es verdrängen zu können. So wird auch klar, dass Grants kompletter Charakter auf „Dr. Steven Grant“, einer Abenteurer-Figur aus einem von Spectors Lieblingsfilmen, basiert. Ferner erklärt Spector Grant, dass die Vermischung ihrer beiden Persönlichkeiten damit begonnen hat, dass Spectors Mutter gestorben ist. Weil die Herzen auf der Waage immer noch kein Gleichgewicht erreichen und die Zeit der Beurteilung abgelaufen ist, klettern Seelen aus der Duat an Bord und versuchen Spector und Grant über Bord zu werfen. Im Kampf rettet Grant Spector und fällt dabei von Bord; während er versucht, dem Schiff hinterherzulaufen, erstarrt er zu Sand. Dadurch kommt die Waage ins Gleichgewicht und Spector findet sich in Sechet-iaru wieder. |           |                       |                      |                      |                                                |                                |                                                                                  |
| 6 | 6         | Götter und Monster    | Gods and Monsters    | 4. Mai 2022          | 4. Mai 2022                                    | Mohamed Diab                   | Jeremy Slater, Peter Cameron & Sabir Pirzada Idee: Danielle Iman & Jeremy Slater |
| Während Harrow schließlich Ammit befreit und diese die übrigen Avatare bezwingt, erhält Layla von Taweret die Aufgabe, Khonshu zu befreien, sodass Spector gerettet werden kann. Nachdem Khonshu befreit ist, kämpft dieser gegen Ammit, ist ihr jedoch zunächst unterlegen; derweil gelingt es Spector Grant zu retten und mit ihm unter Hilfe Tawerets die Tore von Osiris zu durchschreiten, woraufhin er wieder in seinem Körper erwacht. Anschließend stellt Khonshu seine Kräfte wieder her und lässt ihn wieder als Moon Knight kämpfen, der sich nun Harrow entgegenstellt. Als Layla erfährt, wie sich Ammit bezwingen lässt, wird sie zum provisorischen Avatar von Twaweret und schließt sich als „Scarlet Scarab“ dem Kampf an. Harrow gelingt es zwar Spector und Grant zu bezwingen, doch Grant hat einen Blackout und als er wieder zu sich kommt, hat er Harrow sowie seine Anhänger besiegt. Als Folge sperren sie Ammit in Harrows Körper ein, allerdings verlangt Khonshu von Spector, Harrow zu exekutieren. Als Spector diesen zurückweist und im Gegenzug verlangt, ihn gehen zu lassen, stimmt Khonshu schließlich zu. Danach finden sich Spector und Grant in der psychiatrischen Klinik wieder, doch als sie sich mit sich selbst arrangieren, wachen sie wieder in Grants alter Wohnung auf. Eine Mid-Credit-Szene enthüllt, dass Harrow sich nun ebenfalls in einer psychiatrischen Klinik befindet, jedoch von einer unbekannten Person in eine Limousine gebracht wird. Wider Erwarten sitzt Khonshu ihm gegenüber und stellt ihm nun seinen Freund Jake Lockley vor, der sich als dritte Persönlichkeit Spectors entpuppt, die noch immer mit Khonshu verbunden ist, und Harrow mit mehreren Schüssen exekutiert. |           |                       |                      |                      |                                                |                                |                                                                                  |